# Brisbane Roar Football Club (femenino)
El Brisbane Roar Football Club es un club de fútbol femenino australiano con sede en Brisbane, Queensland. Es la sección femenina del Brisbane Roar de la A-League masculina. Fue fundado en 2008 y juega en la A-League Women, máxima categoría del fútbol femenino en Australia. Juega como local en el Lions Stadium, con una capacidad de 5.000 espectadores.

## Jugadoras

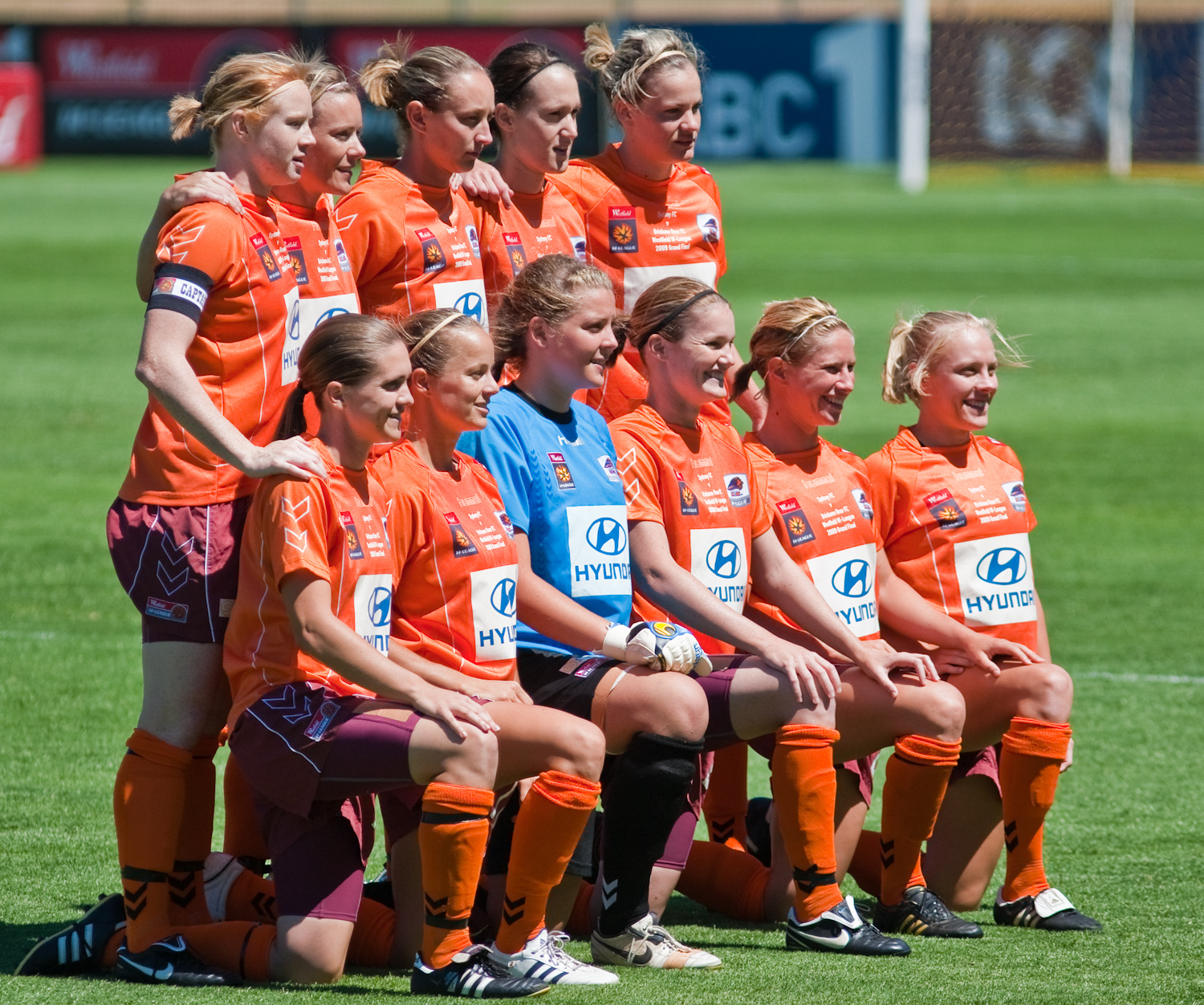
Once inicial del Brisbane Roar en la Grand Final de 2009.

## Temporadas
| Temporada | Posición | Eliminatorias |
| --------- | -------- | ------------- |
| 2008-09   | 1.º      | Campeón       |
| 2009      | 3.º      | Subcampeón    |
| 2010-11   | 2.º      | Campeón       |
| 2011-12   | 2.º      | Subcampeón    |
| 2012-13   | 1.º      | Semifinales   |
| 2013-14   | 4.º      | Subcampeón    |
| 2014      | 6.º      | -             |
| 2015-16   | 4.º      | Semifinales   |
| 2016-17   | 7.º      | -             |
| 2017-18   | 1.º      | Semifinales   |
| 2018-19   | 2.º      | Semifinales   |
| 2019-20   | 5.°      | -             |
| 2020-21   | 2.º      | Semifinales   |
| 2021-22   | 6.º      | -             |
| 2022-23   | 9.º      | -             |